# Libertas TV
Libertas TV je lokalna komercijalna televizija koja svoj program emitira u digitalnoj regiji D9 u Dubrovniku.
S emitiranjem u DVB-T mreži započinje 12. svibnja 2018. godine.
Prva je televizija na području Dubrovačko-neretvanske županije. 
Libertas Televizija počela je s radom u lipnju 2016. godine kao dio Dubrovačkog Medijskog Centra – DMC, čiji su sastavni dio još i Libero portal te besplatni tjednik Glas Grada. Do početka emitiranja 12. svibnja 2017. godine, Libertas Televizija razvila je cjelovitu tehničku, organizacijsku i programsku infrastrukturu koja je potrebna za potrebe rada kvalitetne televizije. Libertas Televizija je, dobivši koncesiju Agencije za elektroničke medije na 10 godina, postala županijska televizija na području navedene županije.

## Pokrivenost
Signal televizije dostupan je u cijeloj Dubrovačko-neretvanskoj županiji.

## Program
Program Libertas TV-a u prvom redu nudi informativni, zabavni, kulturni, glazbeni i obrazovni program:
- Informativne emisije koje čine program su: Vijesti, Glas Grada info, Subotom popodne, Kruh sa sedam kora, Poljoprivrednik, Vinske ceste, Puls, Đir po Županiji, Na dnevnoj bazi, Mame iz Dubrovnika, Dubrovačko oko, Pregled tjedna, Njedjeljom zajedno, Dobro jutro Grade info i Dobar dan Grade info.
- Zabavne emisije: Gradski ritam, Glazbene minute, DJ night ON AIR, Glazbena ura, Libertas panorama, Vikend panorama i Dubraovačka panorama.
- Obrazovni program: Nazdavlje, ICT Business TV, UNIDU, Vježajte s nama, Dogodilo se na današnji dan, U kominu, Libertasići, Glaerija, Govorimo dubrovački, Dubrovačke starine.
- Sportski program emisija Broj jedan.
- Dokumentarni program emisije: Životopis, Toponimi, Time-lapse.
- Specijalni program: Autoservis i Auto moto nautic vision.
- Vjerski: emisija Duhovnost.[1]

## Vanjske poveznice
- Službene stranice Libertas TV-a
- Službena Facebook stranica Libertas TV-a
- Službeni Youtube kanal Libertas TV-a